# Rally van Groot-Brittannië 2010
De Rally van Groot-Brittannië 2010, formeel 66th Wales Rally of Great Britain, was de 66e editie van de Rally van Groot-Brittannië en de dertiende ronde van het wereldkampioenschap rally in 2010. Het was de 479e rally in het wereldkampioenschap rally die georganiseerd wordt door de Fédération Internationale de l'Automobile (FIA). De start en finish was in Cardiff.

## Programma
| Etappe | Datum                               | Klassementsproeven | Competitieve afstand |
| ------ | ----------------------------------- | ------------------ | -------------------- |
| 1      | Donderdag 11 en vrijdag 12 november | 7                  | 129,96 kilometer     |
| 2      | Zaterdag 13 november                | 9                  | 138,56 kilometer     |
| 3      | Zondag 14 november                  | 4                  | 76,14 kilometer      |
|        |                                     |                    |                      |
| Totaal | Totaal                              | 20                 | 344,66 kilometer     |

## Resultaten
| Algemene top tien | Algemene top tien | Algemene top tien       | Algemene top tien                  | Algemene top tien | Algemene top tien | Algemene top tien | Algemene top tien |
| Pos.              | #                 | Rijder                  | Auto                               | Gr/kl             | Tijd              | Eerste            | Punten            |
| Pos.              | #                 | Navigator               | Inschrijving                       | C                 | Straftijd         | Vorige            | Punten            |
| ----------------- | ----------------- | ----------------------- | ---------------------------------- | ----------------- | ----------------- | ----------------- | ----------------- |
| 1.                | 1                 | Sébastien Loeb          | Citroën C4 WRC                     | A8                | 3:14:54,0         | 0:00              | 25                |
| 1.                | 1                 | Daniel Elena            | Citroën Total WRT                  | C                 |                   | =                 | 25                |
| 2.                | 11                | Petter Solberg          | Citroën C4 WRC                     | A8                | 3:15:13,1         | + 19,1            | 18                |
| 2.                | 11                | Chris Patterson         | Petter Solberg World Rally Team    | A8                |                   | + 19,1            | 18                |
| 3.                | 4                 | Jari-Matti Latvala      | Ford Focus RS WRC 09               | A8                | 3:16:29,3         | + 1:35,3          | 15                |
| 3.                | 4                 | Miikka Anttila          | BP Ford Abu Dhabi World Rally Team | C                 |                   | + 1:16,2          | 15                |
| 4.                | 3                 | Mikko Hirvonen          | Ford Focus RS WRC 09               | A8                | 3:16:47,3         | + 1:53,3          | 12                |
| 4.                | 3                 | Miikka Anttila          | BP Ford Abu Dhabi World Rally Team | C                 |                   | + 18,0            | 12                |
| 5.                | 7                 | Daniel Sordo            | Citroën C4 WRC                     | A8                | 3:17:06,2         | + 2:12,2          | 10                |
| 5.                | 7                 | Diego Vallejo           | Citroën Junior Team                | C                 |                   | + 18,9            | 10                |
| 6.                | 6                 | Henning Solberg         | Ford Focus RS WRC 08               | A8                | 3:21:20,5         | + 6:26,5          | 8                 |
| 6.                | 6                 | Stéphane Prévot         | Stobart M-Sport Ford Rally Team    | C                 |                   | + 4:14,3          | 8                 |
| 7.                | 5                 | Matthew Wilson          | Ford Focus RS WRC 08               | A8                | 3:23:31,8         | + 8:37,8          | 6                 |
| 7.                | 5                 | Scott Martin            | Stobart M-Sport Ford Rally Team    | C                 |                   | + 2:11,3          | 6                 |
| 8.                | 8                 | Kimi Räikkönen          | Citroën C4 WRC                     | A8                | 3:25:21,9         | + 10:27,9         | 4                 |
| 8.                | 8                 | Kaj Lindström           | Citroën Junior Team                | C                 |                   | + 1:50,1          | 4                 |
| 9.                | 14                | Mads Østberg            | Subaru Impreza S12B WRC 07         | A8                | 3:27:07,7         | + 12:13,7         | 2                 |
| 9.                | 14                | Jonas Andersson         | Adapta AS                          | A8                |                   | + 1:45,8          | 2                 |
| 10.               | 21                | Andreas Mikkelsen       | Škoda Fabia S2000                  | N4                | 3:28:55,2         | + 14:01,2         | 1                 |
| 10.               | 21                | Ola Fløene              | Czech Ford National Team           | N4                |                   | + 1:47,5          | 1                 |
| DNF top tien      |                   |                         |                                    |                   |                   |                   |                   |
| Pos.              | #                 | Rijder                  | Auto                               | Gr/kl             | KP                | Reden             | Reden             |
| Pos.              | #                 | Navigator               | Inschrijving                       | C                 | KP                | Reden             | Reden             |
| DNF               | 2                 | Sébastien Ogier         | Citroën C4 WRC                     | A8                | 8                 | Ongeluk           | Ongeluk           |
| DNF               | 2                 | Julien Ingrassia        | Citroën Total WRT                  | C                 | 8                 | Ongeluk           | Ongeluk           |
| DNF               | 15                | Cao Dong Liu            | Ford Focus RS WRC 08               | A8                | 19                | Brand             | Brand             |
| DNF               | 15                | Anthony McLoughlin      | Stobart M-Sport Ford Rally Team    | A8                | 19                | Brand             | Brand             |
| DNF               | 25                | Eyvind Brynildsen       | Škoda Fabia S2000                  | N4                | 9                 | Ongeluk           | Ongeluk           |
| DNF               | 25                | Cato Menkerud           | René Georges Rallysport            | N4                | 9                 | Ongeluk           | Ongeluk           |
| DNF               | 26                | Bernardo Sousa          | Ford Fiesta S2000                  | N4                | 2                 | Mechanisch        | Mechanisch        |
| DNF               | 26                | Nuno Rodrigues da Silva | Team Ford / Quinta do Lorde        | N4                | 2                 | Mechanisch        | Mechanisch        |
| DNF               | 29                | Jari Ketomaa            | Ford Fiesta S2000                  | N4                | 17                | Ongeluk           | Ongeluk           |
| DNF               | 29                | Mika Stenberg           | Shanghai FCACA Rally Team          | N4                | 17                | Ongeluk           | Ongeluk           |
| DNF               | 33                | Gianluca Linari         | Subaru Impreza STi                 | N4                | 17                | Ongeluk           | Ongeluk           |
| DNF               | 33                | Massimo Salvucci        | Gianluca Linari                    | N4                | 17                | Ongeluk           | Ongeluk           |
| DNF               | 34                | Martin Semerád          | Mitsubishi Lancer Evo IX           | N4                | 18                | Ongeluk           | Ongeluk           |
| DNF               | 34                | Michal Ernst            | Czech National Team                | N4                | 18                | Ongeluk           | Ongeluk           |
| DNF               | 45                | Rui Wang                | Subaru Impreza STi                 | N4                | 2                 | Mechanisch        | Mechanisch        |
| DNF               | 45                | Yiping Chen             | Shanghai FCACA Rally Team          | N4                | 2                 | Mechanisch        | Mechanisch        |
| DNF               | 47                | Steve Lancaster         | Subaru Impreza STi                 | N4                | 1                 | Persoonlijk       | Persoonlijk       |
| DNF               | 47                | Denis Giraudet          | Tommi Mäkinen Racing               | N4                | 1                 | Persoonlijk       | Persoonlijk       |
| DNF               | 62                | Mattias Therman         | Mitsubishi Lancer Evo X            | N4                | 16                | Onbekend          | Onbekend          |
| DNF               | 62                | Janne Perälä            | Mattias Therman                    | N4                | 16                | Onbekend          | Onbekend          |

| PWRC top drie | PWRC top drie     | PWRC top drie |
| Pos.          | Rijder            | Pnt.          |
| ------------- | ----------------- | ------------- |
| 1             | Ott Tänak         | 25            |
| 2             | Armindo Araújo    | 18            |
| 3             | Hayden Paddon     | 15            |
| SWRC top drie |                   |               |
| Pos.          | Rijder            | Pnt.          |
| 1             | Andreas Mikkelsen | 25            |
| 2             | Craig Breen       | 18            |
| 3             | Xavier Pons       | 15            |

## Statistieken

#### Klassementsproeven
| Etappe | Datum       | KP | Starttijd | Naam                | Lengte   | Snelste rijder                    | Tijd    | Gem. snelheid | Rallyleider        |
| ------ | ----------- | -- | --------- | ------------------- | -------- | --------------------------------- | ------- | ------------- | ------------------ |
| 1      | 11 november | 1  | 19:30     | Cardiff Bay 1       | 1,70 km  | Sébastien Loeb                    | 1:16,1  | 80,42 km/u    | Sébastien Loeb     |
| 1      | 12 november | 2  | 9:38      | Hafren 1            | 31,99 km | Jari-Matti Latvala                | 18:43,2 | 103,01 km/u   | Jari-Matti Latvala |
| 1      | 12 november | 3  | 10:19     | Sweet Lamb 1        | 4,26 km  | Sébastien Loeb                    | 2:54,4  | 87,94 km/u    | Sébastien Loeb     |
| 1      | 12 november | 4  | 10:37     | Myherin 1           | 27,88 km | Jari-Matti Latvala                | 15:33,3 | 107,54 km/u   | Jari-Matti Latvala |
| 1      | 12 november | 5  | 13:51     | Hafren 2            | 32,14 km | Sébastien Ogier                   | 18:39,0 | 103,40 km/u   | Jari-Matti Latvala |
| 1      | 12 november | 6  | 14:32     | Sweet Lamb 2        | 4,26 km  | Sébastien Loeb                    | 2:57,1  | 86,60 km/u    | Jari-Matti Latvala |
| 1      | 12 november | 7  | 14:50     | Myherin 2           | 27,88 km | Sébastien Loeb                    | 15:16,5 | 109,51 km/u   | Sébastien Loeb     |
|        |             |    |           |                     |          |                                   |         |               | Sébastien Loeb     |
| 2      | 13 november | 8  | 9:03      | Radnor 1            | 14,78 km | Petter Solberg Jari-Matti Latvala | 7:31,5  | 117,85 km/u   | Petter Solberg     |
| 2      | 13 november | 9  | 10:19     | Monument Hill 1     | 10,14 km | Petter Solberg                    | 5:46,5  | 105,35 km/u   | Petter Solberg     |
| 2      | 13 november | 10 | 10:43     | Four Ways Crychan 1 | 25,14 km | Sébastien Loeb                    | 13:48,7 | 109,21 km/u   | Sébastien Loeb     |
| 2      | 13 november | 11 | 11:22     | Halfway 1           | 18,37 km | Petter Solberg                    | 10:28,2 | 105,27 km/u   | Sébastien Loeb     |
| 2      | 13 november | 12 | 14:07     | Radnor 2            | 14,78 km | Sébastien Loeb                    | 7:22,3  | 120,30 km/u   | Sébastien Loeb     |
| 2      | 13 november | 13 | 15:23     | Monument Hill 2     | 10,14 km | Sébastien Loeb                    | 5:46,0  | 105,50 km/u   | Sébastien Loeb     |
| 2      | 13 november | 14 | 15:47     | Four Ways Crychan 2 | 25,14 km | Sébastien Loeb                    | 14:04,9 | 107,12 km/u   | Sébastien Loeb     |
| 2      | 13 november | 15 | 16:26     | Halfway 2           | 18,37 km | Petter Solberg                    | 10:35,9 | 104,00 km/u   | Sébastien Loeb     |
| 2      | 13 november | 16 | 18:34     | Cardiff Bay 2       | 1,70 km  | Sébastien Loeb                    | 1:15,5  | 81,06 km/u    | Sébastien Loeb     |
|        |             |    |           |                     |          |                                   |         |               | Sébastien Loeb     |
| 3      | 14 november | 17 | 7:47      | Resolfen 1          | 29,99 km | Sébastien Loeb                    | 15:57,8 | 112,72 km/u   | Sébastien Loeb     |
| 3      | 14 november | 18 | 9:05      | Margam Park 1       | 8,08 km  | Sébastien Loeb                    | 5:06,2  | 95,00 km/u    | Sébastien Loeb     |
| 3      | 14 november | 19 | 12:12     | Resolfen 2          | 29,99 km | Jari-Matti Latvala                | 16:03,8 | 112,02 km/u   | Sébastien Loeb     |
| 3      | 14 november | 20 | 13:30     | Margam Park 2       | 8,08 km  | Daniel Sordo                      | 5:08,2  | 94,38 km/u    | Sébastien Loeb     |

| KP overwinningen   | KP overwinningen |
| Rijder             | Aantal           |
| ------------------ | ---------------- |
| Sébastien Loeb     | 11               |
| Jari-Matti Latvala | 4                |
| Petter Solberg     | 4                |
| Sébastien Ogier    | 1                |
| Daniel Sordo       | 1                |

## Kampioenschap standen

#### Rijders
|   | Pos. | Rijder             | Pnt. |
| - | ---- | ------------------ | ---- |
| = | 1    | Sébastien Loeb     | 276  |
| 1 | 2    | Jari-Matti Latvala | 171  |
| 1 | 3    | Petter Solberg     | 169  |
| 2 | 4    | Sébastien Ogier    | 167  |
| = | 5    | Daniel Sordo       | 150  |

#### Constructeurs
|   | Pos. | Constructeur                       | Pnt. |
| - | ---- | ---------------------------------- | ---- |
| = | 1    | Citroën Total WRT                  | 456  |
| = | 2    | BP Ford Abu Dhabi World Rally Team | 337  |
| = | 3    | Citroën Junior Team                | 217  |
| = | 4    | Stobart M-Sport Ford Rally Team    | 176  |
| = | 5    | Munchi's Ford WRT                  | 58   |

- Vetgedrukte tekst betekent wereldkampioen.
- Noot: Enkel de top 5-posities worden in beide standen weergegeven.